# Yem Sambaur
Yem Sambaur (en camboyano: យ៉ែម សំបូរ; pronunciación jemer: [jaem sɑmbou]) (Battambang, Camboya, 2 de febrero de 1913 – París, Francia, diciembre de 1989) fue un político camboyano, y dos veces Primer ministro de Camboya entre 1949 y 1950.

## Biografía
Yem Sambaur fue una figura política influyente en Camboya, principalmente durante los años turbulentos entre el fin de Segunda Guerra Mundial y durante la etapa final de las independencia de su país en 1953. A pesar de que Sambaur mantuvo relaciones cercanas con el palacio y las élites tradicionales de la sociedad jemer, fue inicialmente un militante del Partido Democrático, una coalición de grupos de izquierda que apoyaban la independencia inmediata, la creación de un gobierno camboyano inspirado de la Cuarta República francesa y simpatizaba con la resistencia armada de los movimientos guerrilleros Khmer Issarak. Insatisfecho con estos objetivos, Sambaur dejó el Partido Democrático en noviembre de 1948, llevándose junto con él otros 11 diputados, y se alineó con el Partido Liberal (Kanak Sereipheap) dirigido por el príncipe Norodom Norindeth, que tenía el apoyo de Francia, y favorecía la independencia gradual, una fuerte monarquía, y estrechos vínculos con Francia. La deserción de Sambaur dejó inactivo al Partido Democrático de forma temporal, pero lo dejó severamente debilitado, permitiendo que elementos radicales como Hu Nim, Ieng Sary y Saloth Sar (posteriormente conocido como Pol Pot), obtuviesen influencia dentro del partido. A pesar de que el Partido Democrático fue posteriormente disuelto en 1957, estos nombres perseguirían a Camboya en los años venideros.
Tras la repentina muerte del Primer ministro, líder y fundador del Partido Democrático, el príncipe Sisowath Youtevong, el 11 de julio de 1947, se generó una incipiente inestabilidad política, de la cual el gobierno de Camboya tuvo 3 gobiernos en un período de 18 meses, todos al mando del Partido Democrático. En enero de 1949, Sambaur, cuando comisario de la policía, expuso un escándalo político que involucraba a las pesquerías nacionales y al Primer ministro Penn Nouth, quien se vio forzado a dimitir. Posteriormente, el rey Norodom Sihanouk persuadió a Ieu Koeus, quien era el Presidente de la Asamblea Nacional, para que nombrara a Sambaur como nuevo Primer ministro. El 1 de febrero de 1949, Sambour formó un gobierno de coalición con diputados de Partido Liberal, y junto con el apoyo del rey y del Protectorado francés en Camboya.
Durante su gobierno, mantuvo constantes conflictos con la Asamblea Nacional dominada por los Demócratas y poseía un inmenso rechazo popular, debido a sus planes de instalar un casino. Las críticas se intensificaron cuándo el ministro de Educación Meas Saem cerró el la escuela secundaria Sisowath, en respuesta a las protestas. El gobierno de Sambour llegó a su fin en septiembre de 1949. El Partido Democrático tmó nuevamente las riendas del poder con Ieu Koeus como Primer ministro. Su administración duró nueve días hasta el Rey, cansado de la inestabilidad ministerial, aprovechó la ambigua redacción de la constitución del país, realizada por lo demócratas, e intervino. Haciendo uso de sus atribuciones recientemente afirmadas, el Rey disolvió la Asamblea Nacional, pospuso las elecciones y formó un gobierno nuevo sin una Asamblea y nombró nuevamente a Sambour como Primer ministro. Como aliado de Sihanouk,  continuó apoyando los esfuerzos de Shihanouk para obtener concesiones de los franceses y avanzar hacia la independencia. Sambaur renunció en abril de 1950 y Sihanouk le sucedió como Primer ministro.
Veinte años después, después del golpe de Estado de 1970, que depuso a Sihanouk y puso a Lon Nol en el poder, Sambaur escribió un ensayo que defendiendo su renuncia en favor del Rey  titulado "Por qué  Abandonamos a Sihanouk" (en camboyano: តើហេតុអ្វីបានជាយើងបោះបង់ចោលសីហនុ).